# Coupe de France de football 1919-1920
Navigation
Coupe Charles-Simon 1918-1919 Coupe de France 1920-1921
La Coupe de France 1919-1920, 3e édition de la coupe de France de football, a vu s'affronter 114 clubs de toute la France. Elle débuta avec un tour préliminaire le 2 novembre 1919 et s'acheva par la finale remportée par le Cercle athlétique de Paris au Stade Bergeyre à Paris le 9 mai 1920.

## Compétition

### Tour préliminaire
Avec l'inscription de 114 clubs dans la compétition, la création d'un tour préliminaire devient obligatoire. 
Les 50 matchs de ce tour ont lieu le 2 novembre 1919 alors que 14 clubs sont exemptés (FC Cette, CASG Paris, Olympique de Paris, Stade Rennais, VGA Médoc, AS Française, Olympique lillois, AS Strasbourg, US Tourcoing, Red Star, RC France, FC Rouen, RC Roubaix).
| Équipe 1                                 | Score | Équipe 2                                      |                              |
| Sport Club Montpelliérain (Ligue du Sud) | 2-2   | Stade Olympique Montpelliérain (Ligue du Sud) |                              |
| Stade Olympique Montpelliérain           | 3-2   | Sport Club Montpelliérain                     | (match rejoué le 23/11/1919) |
| Stade Français (Paris)                   | 6-2   | Paris Star (Paris)                            |                              |
| Club français (Paris)                    | 7-2   | Championnet Sports                            |                              |
| Légion Saint-Michel (Paris)              | 2-1   | AS Amicale (Paris)                            |                              |
| Gallia Club (Paris)                      | 6-2   | VGA Saint-Maur (Paris)                        |                              |
| Enghien Sport (Paris)                    | 8-1   | US de l'Est                                   |                              |
| JA Saint-Ouen (Paris)                    | 9-1   | Champagne sur Seine                           |                              |
| AS La Garenne-Colombes (Paris)           | 4-0   | Raincy Sport (Paris)                          |                              |
| AS Cannes                                | 8-0   | Herculis de Monaco                            |                              |
| AS Tourcoing (Nord)                      | 7-0   | SC Tourcoing (Nord)                           |                              |
| Olympique Lillois (Nord)                 | 2-0   | CASG Paris (Paris)                            |                              |
| RC Calais (Nord)                         | 0-0   | US Dunkerque-Malo (Nord)                      |                              |
| RC Roubaix (Nord)                        | 6-2   | CA Paris (Paris)                              |                              |
| US Boulogne                              | 2-0   | SCUF (Paris)                                  |                              |
| Stade Roubaisien (Nord)                  | 11-2  | CA Roubaix (Nord)                             |                              |
| FC Dieppe (Normandie)                    | 7-1   | US Quevilly (Normandie)                       |                              |
| Cadets de Bretagne (Ouest)               | 6-3   | Stade Briochin UC (Ouest)                     |                              |
| US Servannaise (Ouest)                   | 4-2   | CS Rennais (Ouest)                            |                              |
| US Dinannais (Ouest)                     | 4-0   | Jeanne d'Arc de Saint-Servan (Ouest)          |                              |
| Stade Lavallois                          | 4-1   | Tour d'Auvergne (Ouest)                       |                              |
| Stade Rennais UC (Ouest)                 | 4-0   | Olympique de Paris (Paris)                    |                              |
| FC Levallois (Paris)                     | 8-1   | Gallia Club II (Paris)                        |                              |

### Trente-deuxièmes de finale
Les matchs des trente-deuxièmes de finale se sont joués le 7 décembre 1919. Le match entre les voisins du SO Montpellier et du FC Sète se règle sur tapis vert après une victoire sur le terrain de Sète par 1 à 0. Le 27 décembre 1919, la Commission de la Coupe de France donne match gagné à Montpellier car Sète a utilisé plus de trois joueurs étrangers. Sète fait appel...
| Équipe 1                                   | Score      | Équipe 2                             |  |
| Le Havre AC (Normandie)                    | 2 - 1      | Stade Français (Paris)               |  |
| CA Paris (Paris)                           | 6 - 2      | CO Billancourt (Paris)               |  |
| AS Cannes (Sud)                            | 0 - 0      | SC Marseille (Provence)              |  |
| AS Cannes (Sud)                            | 4 - 0      | SC Marseille (Provence)              |  |
| VGA Médoc (Sud-Ouest)                      | 6 - 1      | SA Bordelais (Sud-Ouest)             |  |
| USA Clichy (Paris)                         | 4 - 1      | Étoile des Deux Lacs (Paris)         |  |
| Red Star (Paris)                           | 8 - 0      | JA Levallois (Paris)                 |  |
| Olympique lillois (Nord)                   | 7 - 0      | AS Creil (Nord)                      |  |
| CASG Paris (Paris)                         | 12 - 0     | FC Paris (Paris)                     |  |
| FEC Levallois (Paris)                      | 2 - 0      | US Asnières (Paris)                  |  |
| US Servannaise (Ouest)                     | forfait    | AS Brest (Ouest)                     |  |
| RC France (Paris)                          | 4 - 0      | AF La Garenne-Colombes (Paris)       |  |
| Stade Bordelais (Sud-Ouest)                | 4 - 0      | Stade toulousain (Midi)              |  |
| FC Rouen (Normandie)                       | 1 - 0      | FC Dieppe (Normandie)                |  |
| Stade rennais UC (Ouest)                   | 9 - 0      | Stade Dinannais (Ouest)              |  |
| Olympique de Paris (Paris)                 | 8 - 1      | UA Chantier (Paris)                  |  |
| Gallia Club Paris (Paris)                  | forfait    | Club français (Paris)                |  |
| SGPM Caen (Normandie)                      | 2 - 1      | SM Caen (Normandie)                  |  |
| US Romillonne (Nord-Est)                   | 2 - 0      | SS Stade Jean Macé Troyes (Nord-Est) |  |
| Olympique de Marseille (Provence)          | 5 - 1      | FC Lyon (Lyonnais)                   |  |
| SO Montpellier (Sud)                       | tapis vert | FC Sète (Sud)                        |  |
| ASPO Châteauroux (Centre)                  | 5 - 1      | Étoile Sportive de Tours (Centre)    |  |
| JA Saint-Ouen (Paris)                      | 2 - 0      | Légion Saint-Michel (Paris)          |  |
| AS Française (Paris)                       | forfait    | Arago Sports Orléans (Centre)        |  |
| AVS Auxerre (Franche-Comté/Bourgogne)      | 7 - 2      | US Troyes (Nord-Est)                 |  |
| Enghien Sports (Paris)                     | 2 - 1      | CA Vitry (Paris)                     |  |
| Cadets de Bretagne (Ouest)                 | 3 - 2      | Stade lavallois (Ouest)              |  |
| AS Strasbourg (Alsace)                     | 7 - 2      | FC Mulhouse (Alsace)                 |  |
| Sporting Club de la Bastidienne(Sud-Ouest) | 5 - 1      | JA Angoulême (Centre-Ouest)          |  |
| US Boulogne (Nord)                         | 2 - 1      | US Tourcoing (Nord)                  |  |
| CSJB Angers (Ouest)                        | 3 - 2      | US Le Mans (Ouest)                   |  |
| CS des Terreaux (Lyonnais)                 | 1 - 0      | Lyon OU (Lyonnais)                   |  |
| RC Roubaix (Nord)                          | 5 - 1      | Stade roubaisien (Nord)              |  |

### Seizièmes de finale
Les matchs des seizièmes de finale se sont joués le 4 janvier 1920, sauf le match Stade Bordelais-Bastidienne, qui a lieu le 1er janvier. De plus, le FC Sète fut repêché le 5 janvier à la place du SO Montpellier. Le match devant opposer la VGA Médoc et le FC Sète aurait dû avoir lieu le 18 janvier, mais les Sétois déclarèrent forfait.
| Équipe 1                    | Score | Équipe 2                              |  |
| Le Havre AC (Normandie)     | 6 - 0 | SGPM Caen (Normandie)                 |  |
| CA Paris (Paris)            | 8 - 0 | US Romillonne (Nord-Est)              |  |
| AS Cannes (Sud-Est)         | 2 - 0 | Olympique de Marseille (Provence)     |  |
| VGA Médoc (Sud-Ouest)       | 2 - 0 | SO Montpellier (Sud)                  |  |
| USA Clichy (Paris)          | 7 - 1 | ASPO Châteauroux (Centre)             |  |
| Red Star (Paris)            | 1 - 0 | JA Saint-Ouen (Paris)                 |  |
| Olympique lillois (Nord)    | 3 - 1 | AS Française (Paris)                  |  |
| CASG Paris (Paris)          | 7 - 1 | AVS Auxerre (Franche-Comté/Bourgogne) |  |
| FEC Levallois (Paris)       | 2 - 0 | Enghien Sports (Paris)                |  |
| US Servannaise (Ouest)      | 2 - 1 | Cadets de Bretagne (Ouest)            |  |
| RC France (Paris)           | 4 - 0 | AS Strasbourg (Alsace)                |  |
| Stade Bordelais (Sud-Ouest) | 3 - 1 | SC Bastidienne (Sud-Ouest)            |  |
| FC Rouen (Normandie)        | 1 - 0 | US Boulogne (Nord)                    |  |
| Stade rennais UC (Ouest)    | 8 - 0 | CSJB Angers (Ouest)                   |  |
| Olympique de Paris (Paris)  | 7 - 1 | CS des Terreaux (Lyonnais)            |  |
| Gallia Club Paris (Paris)   | 2 - 1 | RC Roubaix (Nord)                     |  |

### Huitièmes de finale
Les matchs des huitièmes de finale se sont joués le 1er février 1920. 
| Équipe 1                 | Score | Équipe 2                    | Lieu                            | Spectateurs |
| Le Havre AC (Normandie)  | 2 - 1 | FEC Levallois (Paris)       | (Le Havre)                      |             |
| CA Paris (Paris)         | 3 - 2 | US Servannaise (Ouest)      | (Laval)                         |             |
| AS Cannes (Sud-Est)      | 1 - 0 | RC France (Paris)           | Stade de l'Huveaune (Marseille) |             |
| VGA Médoc (Sud-Ouest)    | 3 - 0 | Stade Bordelais (Sud-Ouest) | (Bordeaux)                      |             |
| USA Clichy (Paris)       | 1 - 0 | FC Rouen (Normandie)        | Rue du Général-Roget (Clichy)   |             |
| Red Star (Paris)         | 3 - 1 | Stade rennais UC (Ouest)    | Route de Lorient (Rennes)       |             |
| Olympique lillois (Nord) | 2 - 1 | Olympique de Paris (Paris)  | Stade Bergeyre (Paris)          |             |
| CASG Paris (Paris)       | 5 - 0 | Gallia Club Paris (Paris)   | Stade de Paris (Saint-Ouen)     |             |

### Quarts de finale
Les matchs des quarts de finale se sont joués le 7 mars 1920. Le match rejoué entre la CA Paris et le Red Star a lieu le 21 mars. 
| Équipe 1                | Score      | Équipe 2                 | Lieu                          | Spectateurs |
| Le Havre AC (Normandie) | 3 - 2      | USA Clichy (Paris)       | Stade des Bruyères (Rouen)    |             |
| CA Paris (Paris)        | 1 - 1 a.p. | Red Star (Paris)         | Stade Bergeyre (Paris)        |             |
| CA Paris (Paris)        | 2 - 0      | Red Star (Paris)         | Rue Olivier-de-Serres (Paris) |             |
| AS Cannes (Sud-Est)     | 2 - 1      | Olympique lillois (Nord) | Rue Olivier-de-Serres (Paris) | 5 000       |
| VGA Médoc (Sud-Ouest)   | 3 - 0      | CASG Paris (D1 Paris)    | Route de Lorient (Rennes)     |             |

### Demi-finales
Les matchs des demi-finales se sont joués le 11 avril 1920. À Bordeaux, le CA Paris élimina la VGA du Médoc et à Lyon, Le Havre AC s'impose sur l'AS Cannes.
| Équipe 1                | Score      | Équipe 2              | Lieu       | Spectateurs |
| Le Havre AC (Normandie) | 2 - 0 a.p. | AS Cannes (Sud-Est)   | (Lyon)     |             |
| CA Paris (Paris)        | 2 - 1      | VGA Médoc (Sud-Ouest) | (Bordeaux) |             |

### Finale

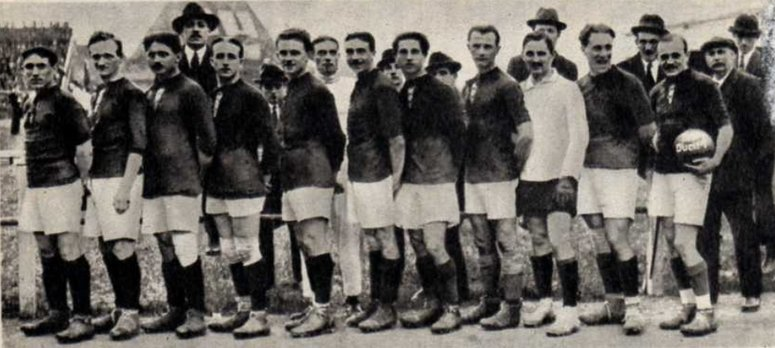
L'équipe vainqueur avec de gauche à droite Allègre, McDewitt, Mesnier, Dupé, Poullain, Bigué, Vanco, Gravier, Dreyfus, Pache et Bard.

La finale a eu lieu au Stade Bergeyre à Paris, le 9 mai 1920 devant 8000 spectateurs. 
| Équipes     | CA Paris - Le Havre AC |
| Score       | 2-1 |
| Date        | 9 mai 1920 |
| Stade       | Stade Bergeyre, Paris |
| Arbitre     | Edmond Gérardin |
| Buts        | 0-1. Thorel ; 1-1. Bard (sur penalty) ; 2-1. Bard. |
| CA Paris    | Ivan Dreyfus, Marcel Vanco, Louis Mesnier, Charles McDewitt, Maurice Bigué, André Allègre, Raoul Dupé, Robert Pache, André Poullain, Henri Bard (cap.), Ernest Gravier Entraîneur : x          |
| Le Havre AC | Claude Drancourt, André Grivel, Henri Gibbon (cap.), Victor Dial, Fernand Mérieult, Maurice Avenel, Raymond Cantais, Robert Accard, Louis Blouin, Alfred Thorel, Pierre Lenoble Entraîneur : x |

## Sources
- coll., La Coupe a 50 ans, Paris, L'Équipe, 1967, p.40
- coll., La Coupe de France de football, Paris, FFF, 1993, p.13-16
- Hubert Beaudet, L'aventure fantastique de la Coupe de France de football, Paris, Carrère, 1989, p. 14-17
- "le petit parisien"
- "le matin"
- "le petit nicois"
- "ouest eclair ed rennes"